# Luciano Monari
Luciano Monari (Sassuolo, 28 marzo 1942) è un vescovo cattolico italiano, dal 12 luglio 2017 vescovo emerito di Brescia.

## Biografia
Nasce a Sassuolo, in provincia di Modena e diocesi di Reggio Emilia-Guastalla, il 28 marzo 1942, da Moisè Arturo e Giuliana Ruini.

### Formazione e ministero sacerdotale
Dopo la maturità classica entra in seminario a Reggio Emilia nel 1960; l'anno successivo è inviato a Roma dove dal 1961 al 1965 frequenta la Pontificia Università Gregoriana.
Il 20 giugno 1965 è ordinato presbitero, a Sassuolo, dal vescovo Gilberto Baroni.
Dal 1965 è di nuovo a Roma: consegue, al Pontificio Istituto Biblico, la licenza in sacra scrittura, nel 1968.
Rientrato in diocesi, nel 1968 fino al 1995, si dedica all'insegnamento di sacra scrittura in seminario. Inizia intanto anche l'impegno nell'Azione Cattolica, di cui è viceassistente diocesano dal 1968; ne diviene assistente diocesano nel 1970, fino al 1980, anno in cui diventa direttore spirituale del seminario. Insegna, inoltre, allo Studio Teologico Accademico Bolognese, e al seminario regionale di Bologna. Nel 1991 diventa preside dell'istituto teologico interdiocesano di Reggio Emilia.

### Ministero episcopale
Il 23 giugno 1995 papa Giovanni Paolo II lo nomina vescovo di Piacenza-Bobbio; succede ad Antonio Mazza, precedentemente dimessosi per raggiunti limiti di età. Il 2 settembre successivo riceve l'ordinazione episcopale, nel palazzetto dello sport "Giulio Bigi", dal cardinale Camillo Ruini, co-consacranti i vescovi Giovanni Paolo Gibertini e Gilberto Baroni. Il giorno seguente prende possesso della diocesi.
Dal 30 maggio 2005 al 25 maggio 2010 è vicepresidente della Conferenza Episcopale Italiana per il Nord Italia; è inoltre vicepresidente del Comitato preparatorio al Convegno ecclesiale nazionale tenutosi a Verona nel 2006.
Il 19 luglio 2007 papa Benedetto XVI lo nomina vescovo di Brescia; succede a Giulio Sanguineti, dimessosi per raggiunti limiti di età. Il 14 ottobre successivo prende possesso della diocesi, nella cattedrale di Brescia.
L'8 novembre 2009 accoglie papa Benedetto XVI in visita pastorale al sepolcro di sant'Arcangelo Tadini a Botticino, a Brescia per la messa in piazza Paolo VI, a Concesio per la visita ai luoghi natali di papa Paolo VI ed al nuovo museo Collezione Paolo VI di Arte Contemporanea e all'Istituto Paolo VI.
Il 10 aprile 2010 inaugura a Brescia la nuova casa di formazione del Centro Oratori Bresciani dedicata al suo predecessore Bruno Foresti.
Nel 2012 celebra il XXIX sinodo diocesano; nel marzo 2013 ne approva il documento finale.
Il 12 luglio 2017 papa Francesco accoglie la sua rinuncia al governo pastorale della diocesi, presentata per raggiunti limiti di età; gli succede Pierantonio Tremolada, fino ad allora vescovo ausiliare di Milano. Rimane amministratore apostolico della diocesi fino all'ingresso del successore, avvenuto l'8 ottobre seguente. Ritorna a vivere a Sassuolo, suo paese natale.

## Genealogia episcopale e successione apostolica
La genealogia episcopale è:
- Cardinale Scipione Rebiba
- Cardinale Giulio Antonio Santori
- Cardinale Girolamo Bernerio, O.P.
- Arcivescovo Galeazzo Sanvitale
- Cardinale Ludovico Ludovisi
- Cardinale Luigi Caetani
- Cardinale Ulderico Carpegna
- Cardinale Paluzzo Paluzzi Altieri degli Albertoni
- Papa Benedetto XIII
- Papa Benedetto XIV
- Papa Clemente XIII
- Cardinale Bernardino Giraud
- Cardinale Alessandro Mattei
- Cardinale Pietro Francesco Galleffi
- Cardinale Giacomo Filippo Fransoni
- Cardinale Carlo Sacconi
- Cardinale Edward Henry Howard
- Cardinale Mariano Rampolla del Tindaro
- Cardinale Gennaro Granito Pignatelli di Belmonte
- Cardinale Pietro Boetto, S.I.
- Cardinale Giuseppe Siri
- Cardinale Giacomo Lercaro
- Vescovo Gilberto Baroni
- Cardinale Camillo Ruini
- Vescovo Luciano Monari

La successione apostolica è:
- Arcivescovo Antonio Lanfranchi (2004)
- Vescovo Carlo Bresciani (2014)
- Vescovo Gianmarco Busca (2016)
- Vescovo Ovidio Vezzoli (2017)